# Євстахій I Греньє
Євстахій I Греньє (фр. Eustachy Grenier, в офіційних документах лат. Eustachius Granarius; 1070—1123) — фламандський аристократ, хрестоносець, який брав участь у Першому хрестовому поході. Він став володарем Кесарії в 1101 році і володарем Сидону в 1110 році. 18 квітня 1123 року він був обраний констеблем і регентом Єрусалимського королівства під час полону Балдуїна II Єрусалимського.

## Біографія
Він народився у Борен-Шато в Теруанні у Фландрському графстві. У 1096 році він брав участь у Першому хрестовому поході, в якому супроводжував Гуго II, графа Сен-Поля. Після завоювання Єрусалиму в 1099 році він оселився в Палестині і став однією з найважливіших фігур Єрусалимського королівства. З 1101 року він був лордом Кесарії. У 1105 воював проти єгипетських військ у 3-й битві при Рамлі, у 1109 брав участь в облозі Триполі. Разом з Паганом Хайфським він був одним із емісарів короля Балдуїна I, посланих привести Гільйома Йордана Серданьського та Бертрана Тулузького до Сен-Жиля на зустріч для вирішення суперечки щодо спадщини Раймунда Тулузького та подальшої долі Триполі. 19 грудня 1111 року він отримав від короля місто Сідон як спадкове володіння після того, як воно було захоплене за допомогою норвезьких хрестоносців Сігурда I. Незабаром після цього він одружився з Емелот (або Еммою), племінницею патріарха Арнульфа Шокського. Його дружина подарувала йому місто Єрихон, яке раніше було власністю церкви, як посаг.
Володіння Кесарією та Сідонном, а також посаг його дружини зробили Євстахія наймогутнішою вельможою в усьому королівстві. Він також мав провідне становище в королівській раді. [Він був одним із чотирьох світських лордів, які були присутні на законодавчих зборах, які наступник Балдуїна I, Балдуїн II та Вармунд, патріарх Єрусалимський, провели в Наблусі 16 січня 1120 року. Збори ухвалили декрети, які регулювали збір і витрачання десятини і наказав переслідувати подружню зраду, звідництво, гомосексуалізм, двоєженство та сексуальні стосунки між християнами та мусульманами.
Євстахій брав участь у невдалій облозі Шайзара і Тира, який зрештою був захоплений. Під час цієї другої облоги Євстахій відповідав за використання облогових машин. У 1123 році Юстас був обраний коннетаблем Єрусалиму та регентом, поки король Балдуїн II був у полоні. Тоді йому вдалося відбити єгипетське вторгнення в королівство, вигравши битву при Ібеліні 29 травня 1123 року. Євстахій помер незабаром після цього. На посаді констебля та регента його змінив Вільгельм I Буреський. Його похоронили в церкві св. Марії Латинської в Єрусалимі.

## Нащадки
Зі своєю дружиною Емелот він мав двох синів-близнюків:
- Жерар Греньє, також відомий як Євстахій II, лорд Сідону з 1123 по ? (точна дата невідома; між 1165 і 1171 роками);
- Вальтер I Греньє, лорд Кесарії з 1123 по 1154 роки.

Після його смерті Емма вийшла заміж за іншого єрусалимського дворянина Гуго II де Ле Пюізе.